# شادی جعفری‌زاده
شادی جعفری‌ زاده (زادهٔ مشهد) کاراته‌کا زن اهل ایران است.
از افتخارات وی می‌توان به کسب مدال نقره مسابقات کاراته قهرمانی آسیا ازبکستان در سال ۲۰۲۲ اشاره کرد. وی دارای مدرک تحصیلی کارشناسی‌ارشد آسیب‌شناسی است.

## زندگی ورزشی
جعفری‌ زاده از ۴ سالگی فعالیت خود را در رشته کاراته آغاز کرده‌است. وی ۱۳ سال است که در تیم ملی کاراته زنان ایران فعالیت می‌کند. او هم در بخش کومیته و هم در بخش کاتا دارای مدال‌های قهرمانی در مسابقات آسیایی و جهانی است. فرخناز ارباب سرمربی تیم ملی کاراته زنان ایران، از ۴ سالگی شادی جعفری‌ زاده را آموزش داده‌است. جعفری‌زاده دارای مدرک مربی‌گری درجه ممتاز ملی است. وی از پر افتخارترین کاتارو های ایران است و در مسابقات قهرمانی آسیا و لیگ‌های جهانی افتخار آفرینی کرده است. هم تیمی‌های او نجمه سادات قاضی زاده فرد و الناز تقی‌زاده هستند.

## افتخارات
- مدال طلای مسابقات کاراته در رشته کاتای انفرادی قهرمانی جهان (سبک wskf ژاپن - ۲۰۱۳)
- مدال نقره مسابقات کاراته در رشته کاتای تیمی قهرمانی جهان (سبک wskf ژاپن - ۲۰۱۳)
- مدال برنز مسابقات کاراته در رشته کومیته قهرمانی جهان (سبک wskf ژاپن - ۲۰۱۳)
- مدال برنز مسابقات لیگ جهانی کاراته در بخش کاتای تیمی (ترکیه ۲۰۱۶)[۶][۷]
- مدال نقره مسابقات لیگ جهانی کاراته در بخش کاتای تیمی (فرانسه ۲۰۱۹)[۸]
- مدال برنز مسابقات کاراته قهرمانی آسیا اردن در سال ۲۰۱۷.
- مدال نقره مسابقات کاراته قهرمانی آسیا ازبکستان در سال ۲۰۱۹.[۹][۱۰][۱۱][۱۲]
- مدال برنز مسابقات کاراته قهرمانی آسیا قزاقستان در سال ۲۰۲۱.
- مدال نقره مسابقات کاراته قهرمانی آسیا ازبکستان در سال ۲۰۲۲. [۱۳][۱۴][۱۵][۱۶]
- نائب قهرمان کاپ آسیا در قزاقستان ۲۰۲۳.